# Democratische Strijdkrachten voor de Bevrijding van Rwanda

De vlag van het FDLR.

De Democratische Strijdkrachten voor de Bevrijding van Rwanda (Frans: Forces démocratiques de libération du Rwanda, afgekort tot FDLR) is een Rwandese rebellenbeweging bestaande uit Hutu's die in 2000 werd opgericht in het oosten van buurland Congo. De beweging ontstond uit het samengaan van het Rwandees Bevrijdingsleger (ALiR) en de Hutu-verzetsbeweging in Kinshasa. Het ALiR omvatte onder meer de Interahamwe en veel Rwandese militairen die in 1994 de Rwandese genocide hadden gepleegd en naar Congo waren gevlucht nadat in juli 1994 het Rwandees Patriottisch Front (RPF) de macht in Rwanda had overgenomen. De sterkte van de FDLR werd in het begin op 15.000 tot 20.000 geschat. Het demobilisatieprogramma van de Verenigde Naties heeft echter al zo'n tienduizend onder hen ontwapend. In november 2012 schatte de MONUSCO-vredesmacht hun aantal op 3700.

Het conflictgebied in Oost-Congo.

De FDLR vecht tegen de Rwandese strijdkrachten, die grotendeels bestaan uit voormalige rebellen van het Rwandees Patriottisch Front, geleid door de latere Rwandees president Paul Kagame. Deze Tutsi-rebellenbeweging heeft na de genocide de controle over Rwanda veroverd. Het Rwandese leger viel Oost-Congo herhaaldelijk binnen op jacht naar FDLR-rebellen. In Congo werd ook tegen de Congolese Vereniging voor Democratie (RDC) gevochten, een Congolese Tutsi-rebellenbeweging die door Rwanda werd gesteund. De FDLR zag zich in dat kader gesteund door de Congolese regering. De RDC ging in 2003 deel uitmaken van de Congolese regering, waarmee een einde kwam aan vijf jaar burgeroorlog en aan de Congolese steun aan de FDLR. In september 2003 werd de beweging gesplitst in een politieke- en een militaire tak met de creatie van de Abacunguzi-Strijdkrachten (FOCA). In november 2003 gaf de leider van de FDLR, Paul Rwarakabije, zich over aan Rwanda.
Na het einde van de burgeroorlog bleven Hutu- en Tutsumilities met elkaar vechten. In 2005 begon het Congolese leger een offensief tegen de FDLR. In 2007 volgde een nieuw offensief, samen met het Rwandese leger en met steun van de MONUC-VN-vredesmacht in Oost-Congo. In november 2009 werd de leider van de beweging, Ignace Murwanashyaka, opgepakt in Duitsland, waar hij als politiek vluchteling verbleef. Hij werd beschuldigd van oorlogsmisdrijven en misdrijven tegen de menselijkheid begaan in Oost-Congo. In oktober 2010 werd een andere leider van de organisatie, Callixte Mbarushimana, op grond van dezelfde beschuldiging opgepakt in Frankrijk en uitgeleverd aan het Internationaal Strafhof. In december 2011 werd hij echter vrijgelaten, omdat het Hof onvoldoende bewijs tegen hem aanwezig achtte. In juli 2012 vaardigde het Internationaal Strafhof een arrestatiebevel uit tegen Sylvestre Mudacumura, de militaire leider van de FDLR.
In oktober 2021, als onderdeel van het normalisatieproces tussen Burundi en Rwanda. Burundi levert elf FLN-rebellen uit aan Rwanda.